# Kiss Ágoston
Kiss Ágoston (Budapest, 2001. március 14. –) magyar utánpótlás-válogatott labdarúgókapus, a Vasas játékosa.

## Pályafutása

### Klubcsapatokban
Pályafutása elején Piliscsaba SE, a Budakeszi Labdarúgó Akadémia és a szombathelyi Illés Akadémia játékosa volt. A Szombathelyi Haladás U19-es korosztályos csapatával 2017 nyarán megnyerte a nemzetközi Trofej Turpolja utánpótlástornán. 2018 márciusában próbajátékon vett részt a Hertha BSC csapatánál. 2019 májusában a német másodosztályban szereplő Arminia Bielefeld vette kölcsön, opciós jogot szerezve szerződtetésére. A Bundesligába bajnokságot nyerve feljutó felnőtt csapatban harmadik számú kapusként számítottak rá, tétmérkőzésen nem védte a csapat kapuját, rendszerint az U19-es csapatban kapott játéklehetőséget. Az U19-es Junioren Bundesliga West csoportjában 18 meccsen kapott lehetőséget. 2020 nyarán visszatért Magyarországra és a Puskás Akadémia játékosa lett. Sem a felcsúti csapatban, sem ezt követő klubjában, a Zalaegerszegben nem tudott elsőszámú kapussá válni, a ZTE ezért kölcsön is adta, előbb a szlovén Nafta Lendava, majd a Tiszakécske csapatának. Itt a másodosztály egyik legjobb kapusává vált, majd a Tiszakécske kiesését követően a Vasas igazolta le 2024 nyarán.

### A válogatottban
Első utánpótlás válogatott meccsét az U16-os nemzeti csapatban játszotta 2016. szeptember 25-én, Dániában. 2017-ben tagja volt a Telki kupán második helyen végző csapatnak. Ezen a tornán pályára lépett a Szlovákia elleni 0–0-ra végződő találkozón.
2017-ben az U17-es Európa-bajnoki selejtezők első körében pályára lépett Koszovó válogatottja ellen 3–1-re megnyert mérkőzésen. A csapattal megnyerték a csoportjukat, ezzel kiharcolták az Elit-körbe jutást. Az Elit-körben 2. helyen végzett csapat tagja volt, pályára nem lépett a selejtezők során.  2018 februárjában részt vett a Szélesi Zoltán irányította válogatottal egy Spanyolországban rendezett utánpótlás tornán, amelyet a magyar korosztályos válogatott megnyert.
2019-ben részt vett a Magyarországon rendezett U19-es válogatott selejtezőkön. Kazahsztán válogatottja ellen elért 5–0-ás győzelem során védte a válogatott kapuját. A csapattal a csoport 3. helyén végeztek, így nem jutottak tovább.

## Karitatív tevékenysége
2019 áprilisában egyhavi fizetését ajánlotta fel a Srí Lanka-i terrortámadás áldozatainak családjának.